# کپلر-۲۰
کپلر-۲۰ ستارهای است که ۹۵۰ سال نوری با زمین فاصله دارد. این ستاره که در صورت فلکی شلیاق قرار دارد، دارای منظومه‌ای با پنج سیّارهٔ شناخته‌شده است. قدر ظاهری این ستاره ۱۲٫۵۱ است، بنابراین با چشم غیر مسلّح قابل مشاهده نیست. برای رصد آن به تلسکوپی با دهانه‌ای حدّاقل به قطر ۱۵ سانتی‌متر (۶ اینچ) نیاز است. این ستاره با ۹۴٪ شعاع خورشید و حدود ۹۱٪ جرم خورشید اندکی از خورشید کوچکتر است. دمای مؤثّر شیدسپهر این ستاره نیز ۵۴۶۶ کلوین، یعنی اندکی کمتر از دمای مؤثّر خورشید است، که به آن رنگ زرد خاصّ یک ستارهٔ ردهٔ ستاره‌ای جی۸ را می‌دهد. تاکنون معلوم نشده‌است که آیا کپلر-۲۰ یک ستارهٔ رشتهٔ اصلی است یا خیر. فراوانی عناصر غیر از هیدروژن و هلیم یا آن چه که اخترشناسان به آن فلزیگی یک ستاره می‌گویند، در ستارهٔ کپلر-۲۰ بسیار مشابه فلزیگی خورشید است. به احتمال زیاد سن این ستاره از خورشید بیشتر است، هرچند که به علّت بالا بودن درصد خطا فعلاً نمی‌توان با اطمینان در این باره اظهار نظر کرد.

## منظومهٔ سیّاره‌ای
در روز ۲۰ دسامبر ۲۰۱۱ گروه مأموریّت کپلر در گزارشی خبر از کشف نخستین سیّاره‌های فراخورشیدی زمین‌اندازه، کپلر-۲۰ای و کپلر-۲۰اف داد که به دور یک ستارهٔ خورشیدمانند می‌گردند. هنگامی که یک سیّاره زمین‌اندازه است، هیچ لزومی ندارد که از سایر لحاظ نیز مشابه زمین باشد. به گزارش ناسا این سیارات به ترتیب دارای دماهای تقریبی ۷۶۰ درجهٔ سلسیوس و ۴۲۷ درجهٔ سلسیوس هستند و بسیار از کمربند حیات فاصله دارند. هر دو سیّاره مدارهایی کوچک‌تر از مدار عطارد دارند. غیر از این دو سیّاره، سه سیّارهٔ دیگر که همگی نپتوناندازه هستند، یعنی کپلر-۲۰بی، کپلر-۲۰ سی، و کپلر-۲۰ دی نیز در این منظومه کشف شده‌اند.